# توماس رومر
توماس رومر (انگلیسی: Thomas Römer؛ زادهٔ ۱۳ دسامبر ۱۹۵۵) استاد در زمینه عهد عتیق  و ویراستار اهل آلمان است.
وی همچنین برندهٔ جوایزی همچون لژیون دونور (شوالیه) شده‌است.